# Dominiq Fournal
 (octobre 2024).
 (août 2023).
Il peut être nécessaire de l'améliorer pour respecter le principe de neutralité de point de vue. Veuillez consulter la page de discussion pour plus de détails.

 (janvier 2025).
Dominiq Fournal, né le 27 janvier 1956 à Boma (Congo belge) et mort le 13 octobre 2024 à Orp-Jauche (Belgique), est un artiste peintre belge francophone.
Artiste plasticien et vidéaste, il s'intéresse également à la lithographie et à la photographie.
Il vit à Bruxelles jusqu'en 1992, avant de s'installer à Folx-les-Caves en Hesbaye (Brabant-Wallon).

## Biographie

### Enfance
Dominiq Fournal naît le 27 février 1956 à Boma, ville portuaire de l'ouest de l'ex-Congo belge. Il est le cadet de sa famille.
La famille quitte le Congo lorsqu'il a 4 ans, en 1960, et s'installe à Bruxelles. Dominiq Fournal restera profondément attaché à l'Afrique de sa petite enfance et y effectuera de nombreux voyages.

### Études
Il intègre l’École des Beaux-Arts de Wavre de 1976 à 1980. Puis, l’Académie Royale des Beaux-Arts de Bruxelles jusqu'en 1983.

### Carrière
En parallèle à son activité artistique, il enseigne la peinture à l’École des Beaux-Arts de Wavre de 1990 à 2004, dont il devient le Directeur en 2004.
Considéré comme un "magicien de la matière et de la lumière" par la critique belge, il puise son inspiration dans ses voyages. Ses nombreux séjours en Tanzanie et à Zanzibar, seront le sujet d'expositions personnelles, telles "Doors of Zanzibar" en 1999 ou "Flood Tide" en 2003.
Retraité de l’École des Beaux-Arts de Wavre en 2022, il participe à la création de la La Plateforme, galerie d'art annexe de l’École des Beaux-Arts de Wavre, qui accueille des expositions collectives thématiques et individuelles.
En marge de ses activités d'artiste, il collaborait au site Entre les Lignes, en tant que chroniqueur, sous le pseudonyme de Boris Almayer.
Un jeune auteur belge, Julien Leclercq, lui consacre un premier film de 22 minutes, Dominiq Fournal, une biographie de l'œuvre, en 2008.

### Mort
Dominiq Fournal meurt le 13 octobre 2024 des suites d'une brève maladie.

## Œuvre
L'œuvre de Dominiq Fournal débute en 1978, par une période figurative qui s'étendra jusqu'à la fin des années 1980. Il se dirige ensuite vers l'abstraction dite « figurative », jusqu'à la fin de sa vie.
Il consacre l'année 1999 à la lithographie, sur le thème des portes de Zanzibar.

## Prix et distinctions
- 1990 : Sélectionné au Prix Écritures 1990. Maison de la Laïcité de La Louvière, exposition itinérante.
- 1995 : Mention spéciale du Jury au Prix des Arts de Woluwé St. Pierre.
- 1997 : Prix Fondation Charles Swyncop 1997. Lauréat du Prix 1997[5].
- 1999 : Prix des Arts de Woluwé St. Pierre 1999. Lauréat du Prix 1999.
- 2018 : Prix Gaston Bertrand[5].

## Musées et collections publiques
Les œuvres de Dominiq Fournal sont acquises par : 
- le Musée d'Art contemporain de Louvain-la-Neuve (Belgique) ;
- le Musée d'Art contemporain de l'Université Libre de Bruxelles (ULB) ;
- la Fondation Serge Goyens de Heusch pour l'Art belge contemporain (Bruxelles) ;
- la Collection de la Communauté Française de Belgique ;
- la Collection de la Province du Brabant wallon ;
- le BAM, musée d'Art contemporain de Mons (Belgique) ;
- le Crematorium du Champ de Court à Court-Saint-Etienne ;
- la Collection de l'Ambassade de Belgique au Burundi ;
- la Collection de l'Ambassade de Belgique au Brésil.